# Republika Srpskas vapen
Republika Srpskas riksvapen antogs den 15 juli 2008 av Republika Srpskas parlament för att ersätta det tidigare riksvapnet som användes mellan 1991 och 2007.

## Det nya riksvapnet
Riksvapnet utsågs genom en tävling där fem finalister har tagits ut och vinnarbidraget antogs av Republika Srpskas parlament (nationalförsamlingen) den 15 juli 2008.
Riksvapnet består av en vit dubbelörn på en röd bakgrund och med en mittensköld med fyra kyrilliska bokstäver "C" som transkriberas till "S" på det latinska alfabetet. Dubbelörnen kommer från den medeltida kungafamiljen Nemanjić. Örnens sköld hålls av två röda lejon som kröns av varsin krona. Kungakronorna symboliserar kungafamiljerna Karađorđević och Kotromanić. Karađorđević visar samhörigheten med serber i Serbien och övriga forna-Jugoslavien och Kotromanić visar serbernas historiska bakgrund till Bosnien sedan medeltiden. En sköld med en kungakrona och en med röda och vita ränder symboliserar adelsfamiljerna Kosača och Hrvatinić.
Riksvapnet har mött visst motstånd från den kroatiska och bosniakiska befolkningarna i Republika Srpska då de inte anser sig vara representerade i det nya riksvapnet.

## Det forna riksvapnet

Tidigare riksvapen fram till 2007

Vapnet antogs 1991 som statsvapen åt den "serbiska republiken av Bosnien och Hercegovina", vilken kom att bilda entiteten Republika Srpska efter Daytonavtalet 1995.
Riksvapnet bestod av en vit dubbelörn på en röd bakgrund och med en mittensköld med fyra kyrilliska bokstäver "C" som transkriberas till "S" på det latinska alfabetet. Skölden är krönt med kungafamiljen Karađorđevićs kungakrona. Statsvapnet är en version av det klassiska serbiska statsvapnet som är en universell symbol för serber.
Båda av Bosnien-Hercegovinas entiteternas riksvapens status var ifrågasatt eftersom det enligt ett beslut från Bosnien-Hercegovinas författningsdomstol den 29 januari 2007 dömt att alla statsvapen inom entiteterna skulle bytas ut då de inte representerade samtliga konstitutionella folkgrupper. I Republika Srpska ersattes statsvapnet med Republika Srpskas emblem istället som antogs den 16 juli 2007.